# Formica morsei
Formica morsei är en myrart som beskrevs av Wheeler 1906. Formica morsei ingår i släktet Formica och familjen myror. Inga underarter finns listade i Catalogue of Life.

## Bildgalleri

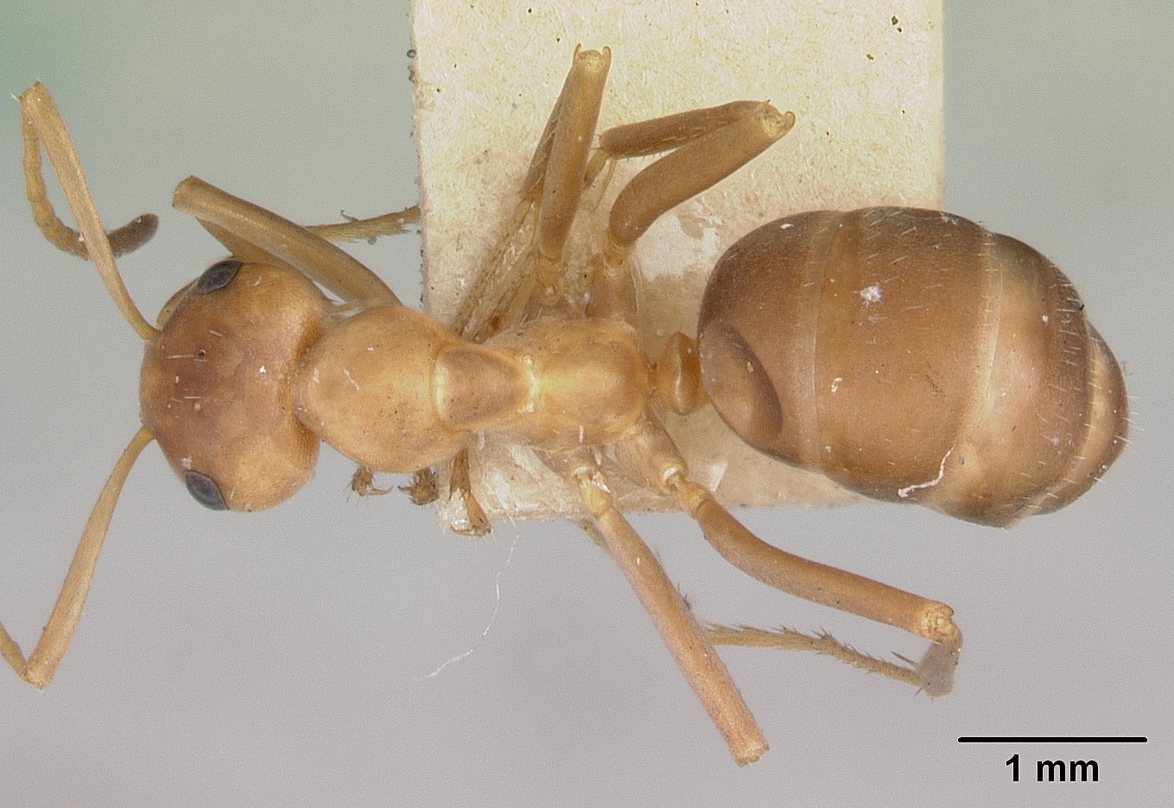
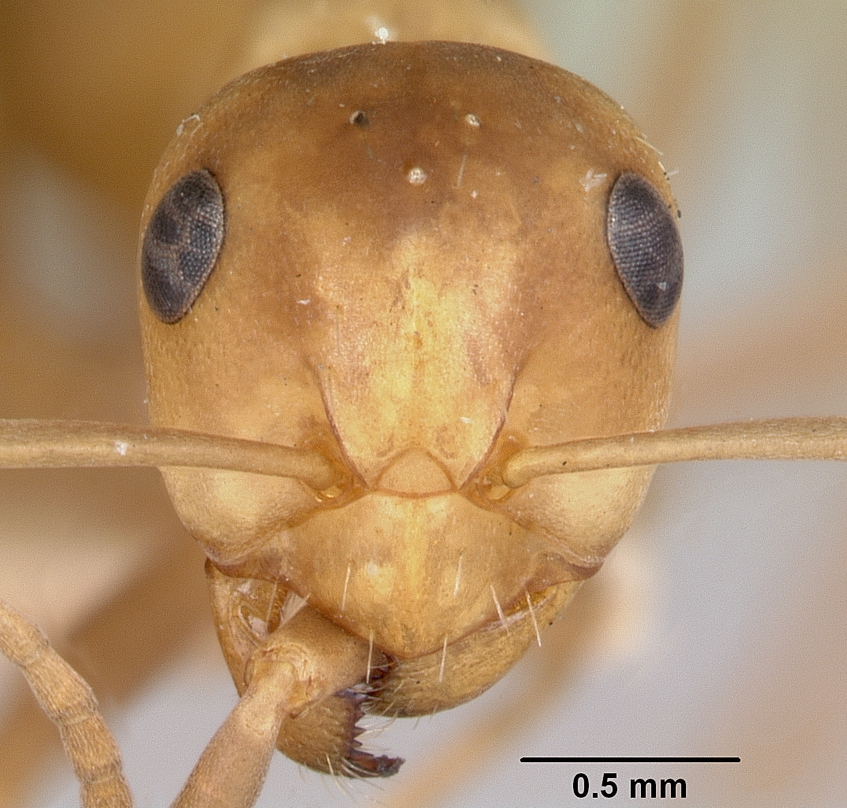
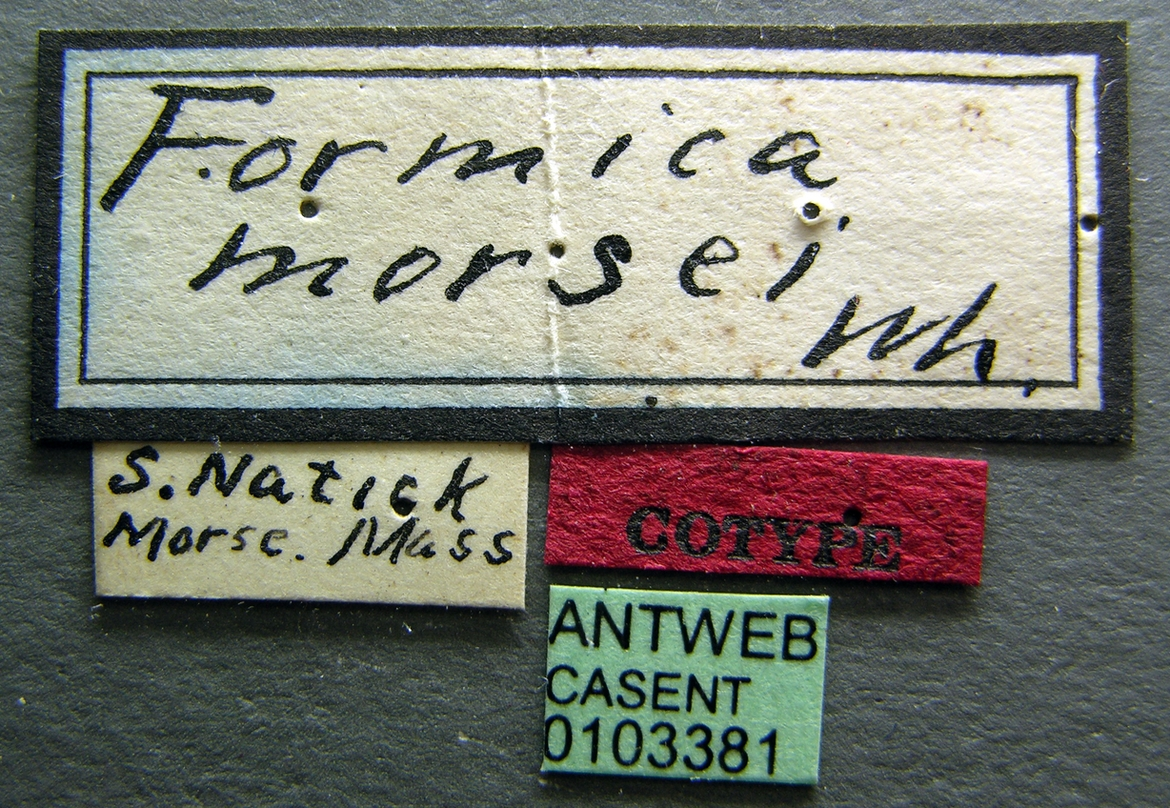
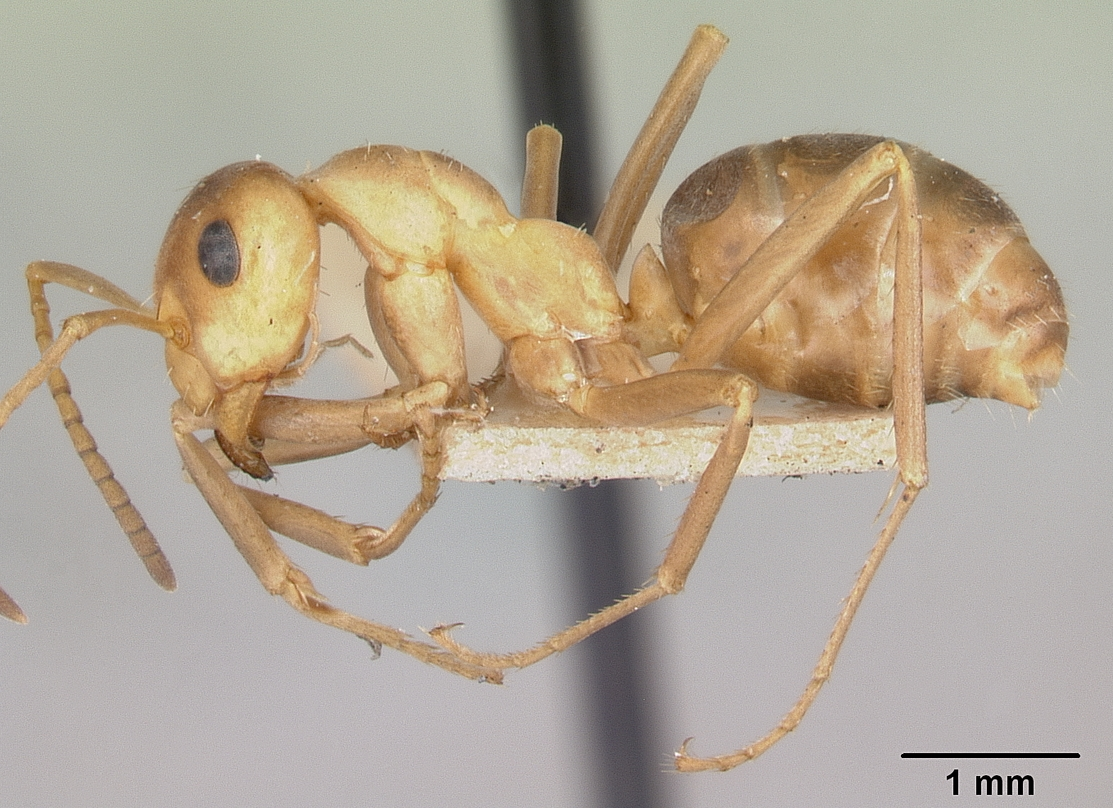